# News Time
News Time（ニュースタイム）は、FM岡山で放送されている岡山県のローカルニュース番組である。FM岡山が開局した1999年4月1日より放送されている。
本項目では、平日の夜及び土曜・日曜に放送されるJFNニュース、及び天気予報・交通情報についても合わせて触れることにする。

## 概要
- 平日の朝・昼前・夕方に1日5回放送されているが、時間帯によってワイド番組に内包される場合と、単独番組として放送される場合がある。ワイド番組に内包される場合であっても、本編を一旦中断してニュースに入ることが多い。
- 全ての時間帯で『山陽新聞ニュース』として放送されている（『News Time』のサウンドロゴの後に、担当キャスターが『山陽新聞ニュースをお伝えします。』[1]の文言を入れてから本編に入る）。ニュース本編中はBGMが挿入されている。
- ニュース項目は5項目で、そのうち全国ニュースは2 - 3項目、ローカルニュースが1 - 2項目である。また、不定期に岡山県内の天気予報・気象情報を最終項目のニュース扱いで入れることがある。
- ニュース終了後は、『山陽新聞ニュース、△△（担当キャスター名、名字のみ）がお伝えしました。』[2]で締める。
- かつては、土曜・日曜にもローカルニュースが放送されたが、日曜は2009年4月から、土曜も2010年4月から全ての時間帯でJFNニュースを放送している。

### 歴史
- 1999年4月の開局当時、ローカルニュースは平日に1日6回、土曜・日曜に1日2回放送されていた。当初は『山陽新聞ニュース』の他に、『毎日新聞ニュース』（平日 12:55）と『岡山日日新聞ニュース』（平日 16:55）も放送された。2005年10月にローカルニュースが平日に1日8回、土日に1日3回の放送に拡大する一方で、『岡山日日新聞ニュース』の放送を廃止した。
- 2009年4月の改編で日曜のローカルニュースを廃止した他、平日 15:55と土曜 11:55のローカルニュースをJFNニュースに切り替えた。2010年4月より土曜のローカルニュース廃止によって、ローカルニュースの放送は平日のみとなった。
- その後、『毎日新聞ニュース』が廃止されたことにより、ローカルニュースは全て『山陽新聞ニュース』として放送されている。

## 放送時間

### 現行
最終版のニュースは、2001年4月から月曜 - 金曜を通して18:00で固定されていたが、2024年7月1日より月曜 - 木曜は5分繰り上げて17:55となっている（金曜はこれまで通り18:00）。
- 平日
  - 7:55 / 8:55（『Fresh Morning OKAYAMA』に内包）
  - 11:55（月曜・火曜は単独番組、水曜 - 金曜は『Otona no Radio Alexandria』に内包）
  - 16:55（月曜 - 木曜は単独番組、金曜は『牛嶋俊明 ドリームファクトリー』に内包）
  - 17:55（月曜 - 木曜、『#tap』に内包）
  - 18:00（金曜のみ、『牛嶋俊明 ドリームファクトリー』にそれぞれ内包）

### 過去
- 1999年4月 - 2001年3月
  - 平日 - 7:55・11:55・12:55・16:55・17:30・18:55
  - 土曜・日曜 - 11:55・18:55

- 2001年4月 - 2003年3月
  - 平日 - 7:55・11:55・12:55・16:55・17:30・18:00
  - 土曜・日曜 - 11:55・18:55

- 2003年4月 - 2005年9月
  - 平日 - 7:55・11:55・12:55・16:55・17:30・18:00
  - 土曜・日曜 - 11:55・17:55

- 2005年10月 - 2009年3月
  - 平日 - 7:55・8:55・11:55・12:55・15:55・16:55・17:30・18:00
  - 土曜・日曜 - 11:55・14:55・17:55

- 2009年4月 - 2010年3月
  - 平日 - 7:55・8:55・11:55・12:55・16:55・17:30・18:00
  - 土曜 - 14:55・17:55

## 担当キャスター
自社制作の生ワイド番組のDJやフリーアナウンサーが担当しており、各時間帯によって担当キャスターが固定されていることが多い。平日朝のニュース担当は、『Fresh Morning OKAYAMA』のDJである大橋由佳（月曜・火曜）と森田恵子（水曜・木曜）、牛嶋俊明（金曜）で固定されている。
- 大橋由佳 - 月曜・火曜 7:55 / 8:55 / 11:55、金曜 11:55 / 16:55 / 18:00
- 中田普子 - 月曜・火曜 16:55 / 18:00
- 森田恵子 - 水曜・木曜 7:55 / 8:55 / 11:55
- 松島彩 - 水曜・木曜 16:55 / 18:00
- 牛嶋俊明 - 金曜 7:55 / 8:55

## JFNニュース
平日の夜（金曜は昼間も）と土曜・日曜は、共同通信社のニュース原稿によるJFNニュースを放送している。原則として単独番組として放送されているが、金曜 15:55については2021年10月1日より『牛嶋俊明 ドリームファクトリー』に内包されている。
月曜 - 木曜 19:55は、2020年7月6日より設定されている。その一方で、日曜 14:55の放送は2023年1月29日に廃枠となっている。かつては、月曜 - 木曜 15:55や土曜・日曜 8:55にもあったが、現在は廃止されている。
- 月曜 - 木曜 - 19:55 / 20:55 / 21:55 / 24:55
- 金曜 - 15:55 / 20:55 / 21:55 / 24:55
- 土曜 - 11:55 / 12:55 / 14:55 / 16:55 / 17:55 / 18:55 / 20:55 / 21:55 / 22:55
- 日曜 - 11:55 / 12:55 / 16:55 / 17:55 / 18:55 / 20:55 / 21:55 / 22:55

## 天気予報・交通情報
天気予報は『Weather Forecast』（ウェザー・フォーキャスト）、交通情報は『Traffic Report』（トラフィック・リポート）の名称で放送されている。いずれの場合もここで取り上げることにする。
ローカルニュースと同様に、それぞれ専用のサウンドロゴと本編中のBGMが挿入されている。

### Weather Forecast
- 現在放送している枠は、平日 8:48（『Fresh Morning OKAYAMA』に内包）だけである。この枠では、全国の天気と岡山県及び近県の天気予報を伝えている。
- なお、岡山県内の天気予報は『Fresh Morning OKAYAMA』などの生ワイド番組の放送開始後や放送終了前などで伝えることが多い[5]。前述の通り、『山陽新聞ニュース』でも不定期で岡山県の天気予報・気象情報を伝える場合がある。
- 過去には、平日 18:17や金曜 14:20にもあったがいずれも廃止されている。また、土曜・日曜 9:55（後述の交通情報に続いて放送）や日曜 19:51にもあった。

### Traffic Report
- 『Fresh Morning OKAYAMA』や『TWILIGHT PAVEMENT』、『牛嶋俊明 ドリームファクトリー』といった生ワイド番組内にて月曜 - 木曜は1日4回、金曜は1日5回放送されている。いずれの場合も、道路交通情報を日本道路交通情報センター（JARTIC）の担当者が行う形を取っている。なお、『Fresh Morning OKAYAMA』ではこれに加えて、道路工事のお知らせや交通取締情報を担当DJが伝えている。
- かつては、土曜・日曜 9:55（天気予報も放送）と16:55、日曜 12:55に単独番組としての放送枠があったが、週末のローカルニュース廃止と同時に当該枠も廃枠となった。

#### 放送時間
- 平日
  - 7:50（『Fresh Morning OKAYAMA』に内包）
  - 8:30（『Fresh Morning OKAYAMA』に内包）
  - 16:30（金曜のみ、『牛嶋俊明 ドリームファクトリー』に内包）
  - 17:15（月曜 - 木曜は『TWILIGHT PAVEMENT』、金曜は『牛嶋俊明 ドリームファクトリー』に内包）
  - 17:50（月曜 - 木曜は『TWILIGHT PAVEMENT』、金曜は『牛嶋俊明 ドリームファクトリー』に内包）

## その他
- 『News Time』のサウンドロゴとニュース本編でのBGMは、1999年4月の開局時から一切変更されていない。『Weather Forecast』や『Traffic Report』のサウンドロゴ及び本編中のBGMも同様である。
- 『Fresh Morning OKAYAMA』では、7:42からの『朝刊ピックアップ』で山陽新聞（記事によっては毎日新聞も）の朝刊記事から2 - 3項目（大きなニュースの場合には1項目の場合あり）を取り上げている。岡山県内に関係するニュースやトピックスなどを担当DJがコメントを入れながら伝えている。
- 年末年始は当番組を含めすべての自社制作の生番組は基本的に休止している。